# Tietzow

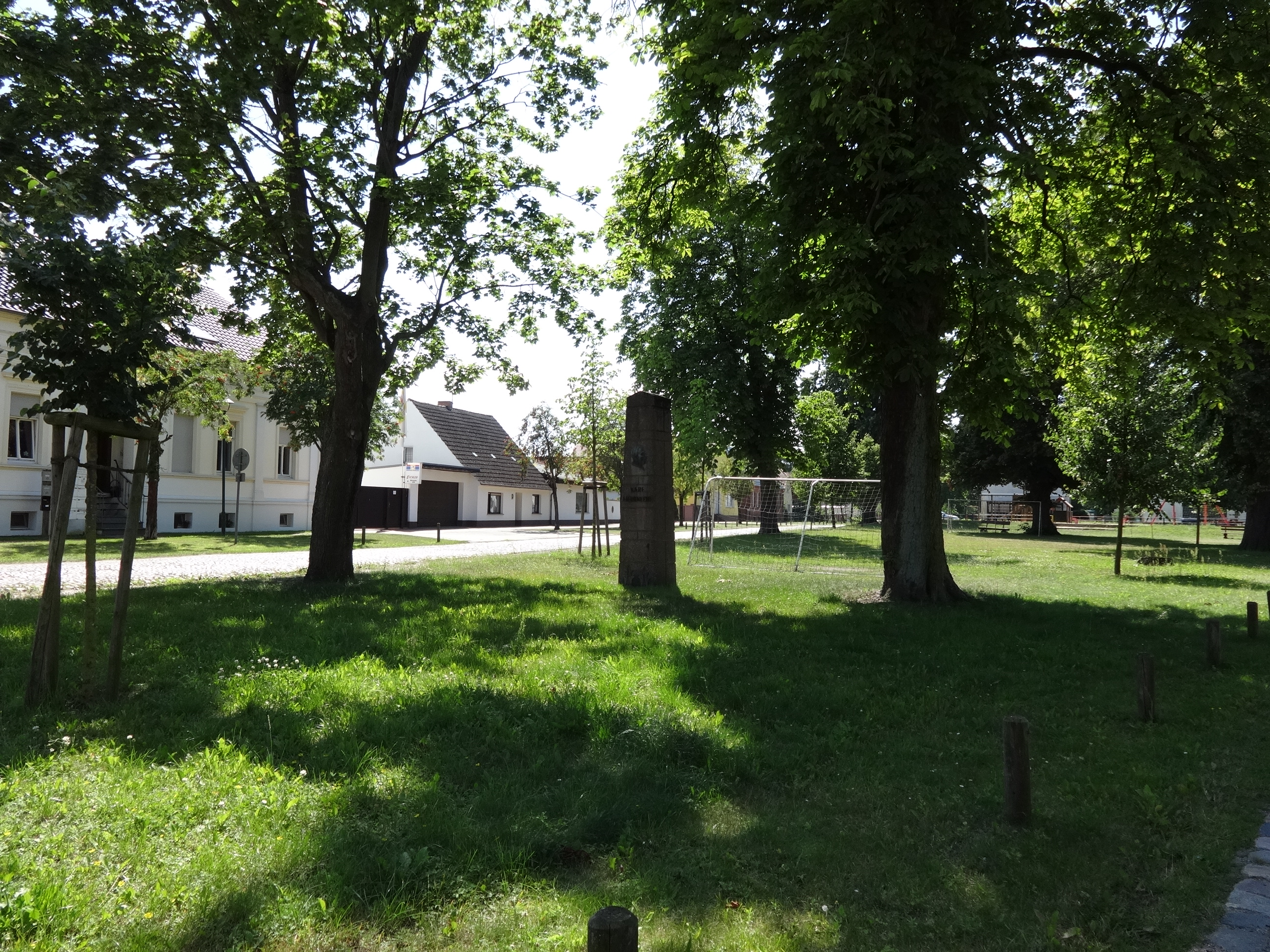
Karl-Liebknecht-Gedenkstätte im Dorfanger

Tietzow ist ein Ortsteil der Stadt Nauen im Landkreis Havelland des Landes Brandenburg.

## Nachbarorte
- Flatow, Ortsteil der Stadt Kremmen
- Börnicke, Ortsteil der Stadt Nauen

## Geografie
Tietzow liegt in einer Höhe von 34 m ü. NHN etwa 13 Kilometer nordöstlich von Nauen nördlich der Bundesstraße 273 zwischen Nauen und Kremmen und ca. 3 km Luftlinie entfernt vom Anschluss Kremmen (AS 25) der Bundesautobahn 24. Der Ort hat eine Fläche von 17,86 km² und bei 346 Einwohnern (Stand: 31. Dezember 2002) eine Bevölkerungsdichte von 19 Einwohnern/km². Tietzow ist im Rahmen des ÖPNV durch die Havelbus Linien 659 der HVG mit Nauen und Hennigsdorf und durch die Havelbus Linie 671 der HVG mit Nauen und Berlin-Spandau verbunden.

## Geschichte
Der Ortsname von Tietzow ist polabischen Ursprungs zugeordnet und soll für „Ort an dem es Eiben gibt“ stehen.
Es soll sich dabei um eine Ableitung vom Taxus baccata handeln. Diese Erläuterung des Ortsnamens ist sowohl zu finden zum havelländischen Tietzow wie auch zum Tietzow, vormals Landkreis Belgard-Schivelbein in Pommern dem heutigen Tyczewo. Einen Kilometer nördlich des Ortes befindet sich das Bodendenkmal des Burgwalls Tietzow.
Tietzow galt seit dem ausgehende 19. Jahrhundert als beliebtes Ausflugsziel für Berliner und möchte heute mit seiner gepflegten Gastronomie wieder an die alte Tradition anknüpfen. Fontane zählte Tietzow zu den „lachenden Dörfern“ in seinem Gedicht Havelland von 1872.
Im Zuge der Gemeindegebietsreform des Landes Brandenburg wurde Tietzow am 26. Oktober 2003 ein Ortsteil von Nauen.

## Politik
Der ehrenamtliche Ortsvorsteher ist Mike Schönburg (LWN). (Stand: Kommunalwahl am 28. September 2008)